# 美学生図鑑
美学生図鑑（びがくせいずかん）は、美男美女の大学生・専門学校生を掲載しているWEBサイト。株式会社美学生図鑑が運営。キャッチコピーは「大学生は、美しい」。

## 概要
2016年11月時点で、全国約250大学1300名以上の学生を掲載。ファッション雑誌の読者モデルや各大学のミスキャンパス出場者なども登場する。
コンテンツは写真とインタビュー記事で構成され、キャンパスライフの一瞬を切り取った美しい写真や、学生たちの等身大の心模様に迫るインタビューが掲載されている。

## 沿革
長らく、京都のスタートアップ企業である株式会社Campusの一事業であったが、2016年8月に独立・株式会社化された。
- 2011年12月　関西で美学生図鑑の運営を開始[1]
- 2013年03月　関東進出
- 2014年03月　九州進出
- 2014年09月　名古屋進出
- 2015年01月　東北進出
- 2016年08月　株式会社 美学生図鑑設立
- 2022年12月　10周年記念写真集「美学生図鑑 10th Anniversary Photo Book」を刊行[3]

## 掲載された主な著名人

### タレント
- 井口綾子
- 入澤優
- 逢香（妖怪書家/書家）
- 加納永美子
- 鈴木マリナ（DJ）
- 土師伊久美（声楽家）
- 牧田習

### 女優
- 麻生千恵
- 池田恵理
- 山賀琴子

### モデル
- 田中真琴
- 藤澤響花（レースクイーン）
- 能見真優華
- 楫真梨子
- 由布菜月

### 声優
- 入江麻衣子

### アナウンサー
- 青木美奈実
- 阿部華也子
- 石川みなみ
- 伊東紗冶子
- 井上清華
- 今井美桜
- 大谷舞風
- 尾形杏奈
- 沖田愛加
- 小澤陽子
- 岡副麻希
- 片渕茜
- 小室瑛莉子
- 久保円華
- 黒田みゆ
- 近藤千優
- 佐々木舞音
- 佐久間みなみ
- 佐藤ちひろ
- 篠原梨菜
- 杉浦みずき
- 高木晴菜
- 高木由梨奈
- 瀧山あかね
- 田﨑さくら
- 谷尻萌
- 冨田有紀
- 遠野愛
- 中川安奈 (アナウンサー)
- 永島優美
- 中塚美緒
- 南雲穂波
- 西山穂乃加
- 忽滑谷こころ
- 橋本和花子
- 日比麻音子
- 堀菜保子
- 福山佳那
- 森千晴
- 山形純菜
- 山本里菜
- 良原安美
- 吉村恵里子
- 鷲尾千尋
- 芥田愛菜美
- 坂田茉世
- 武田彩佳
- 中村香音
- 坂本七菜
- 東中健